# 廣田邨

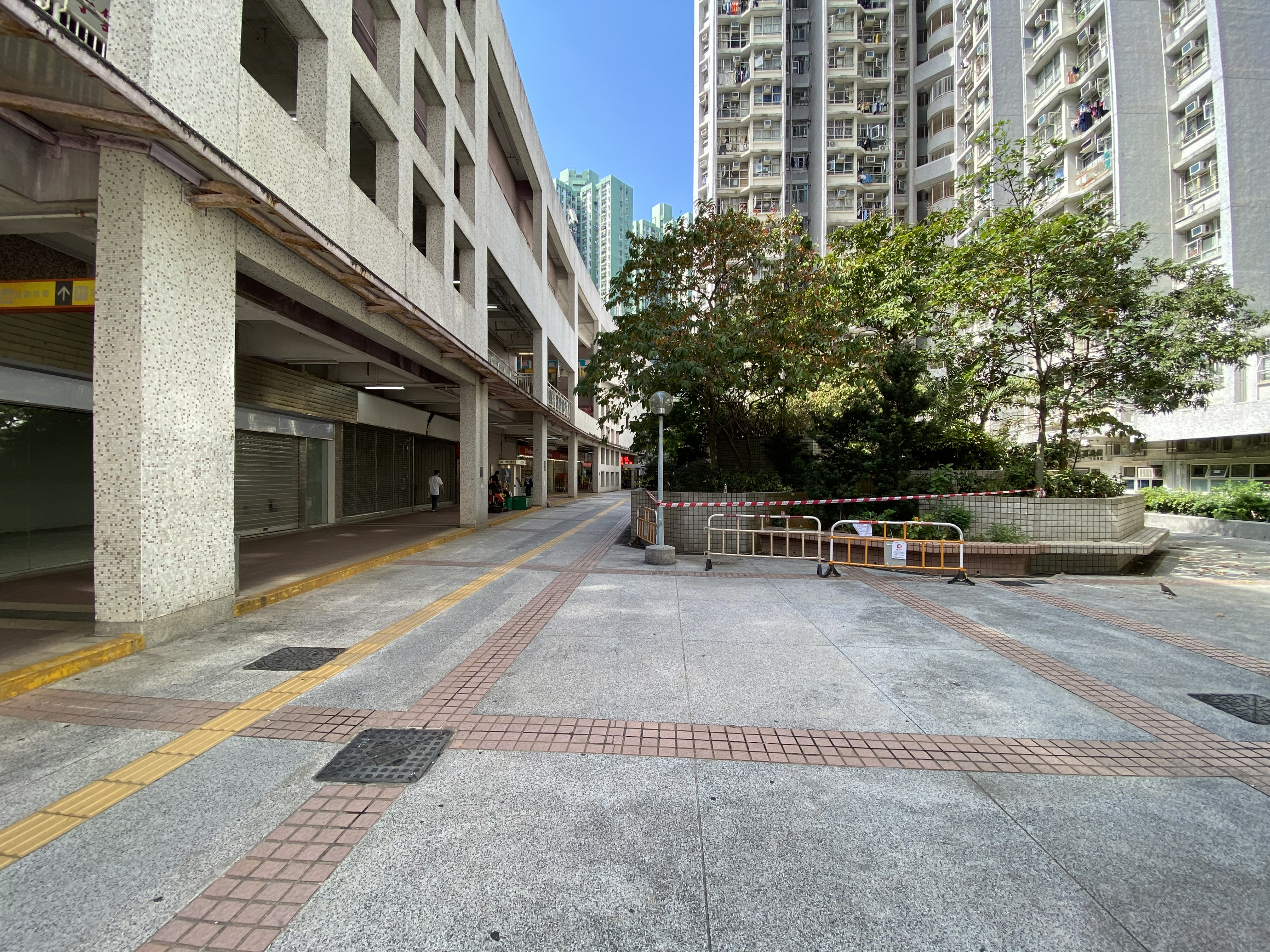
商場對出的水池已經改建為花槽

廣田邨（英語：Kwong Tin Estate），興建之際曾經命名為「藍田南邨」，是香港的一個公共屋邨，位於香港九龍觀塘區藍田碧雲道160－172號，屬藍田南發展計劃的第三期，於1989至1990年期間動工，1992年落成入伙。屋邨毗鄰康雅苑及康栢苑。

## 屋邨資料

### 樓宇

#### 廣田邨
邨內設有4座大廈，主要由房屋署建築師負責屋邨總體設計，並且聘請王歐陽（香港）有限公司共同負責屋邨設計。當中廣靖樓是全港首座和諧三型大廈，亦為全港首座竣工的和諧式大廈。
| 樓宇名稱        | 門牌號碼    | 樓宇類型                  | 落成日期   | 樓宇層數 （住宅層數） | 每層伙數                  | 每座單位總數（伙） | 建築師                                | 承建商           | 採用的升降機廠商 | 期數（所屬項目） |
| --------------- | ----------- | ------------------------- | ---------- | --------------------- | ------------------------- | ------------------ | ------------------------------------- | ---------------- | ---------------- | ---------------- |
| 廣靖樓（第1座） | 碧雲道172號 | 和諧三型第一款 （第一代） | 1992年11月 | 27（26）              | 17                        | 442                | 房屋署建築師、 王歐陽（香港）有限公司 | 聯星建築有限公司 | 迅達             | 3 （藍田南項目） |
| 廣軒樓（第2座） | 碧雲道166號 | 和諧一型第二款 （第一代） | 1993年8月  | 39（38）              | 18（其餘樓層） 17（19樓） | 683                | 房屋署建築師、 王歐陽（香港）有限公司 | 聯星建築有限公司 | 迅達             | 5 （藍田南項目） |
| 廣雅樓（第3座） | 碧雲道162號 | 和諧一型第二款 （第一代） | 1993年8月  | 39（38）              | 18（其餘樓層） 17（19樓） | 683                | 房屋署建築師、 王歐陽（香港）有限公司 | 聯星建築有限公司 | 迅達             | 5 （藍田南項目） |
| 廣逸樓（第4座） | 碧雲道160號 | 和諧一型第二款 （第一代） | 1993年8月  | 39（38）              | 18（其餘樓層） 17（19樓） | 683                | 房屋署建築師、 王歐陽（香港）有限公司 | 聯星建築有限公司 | 迅達             | 5 （藍田南項目） |

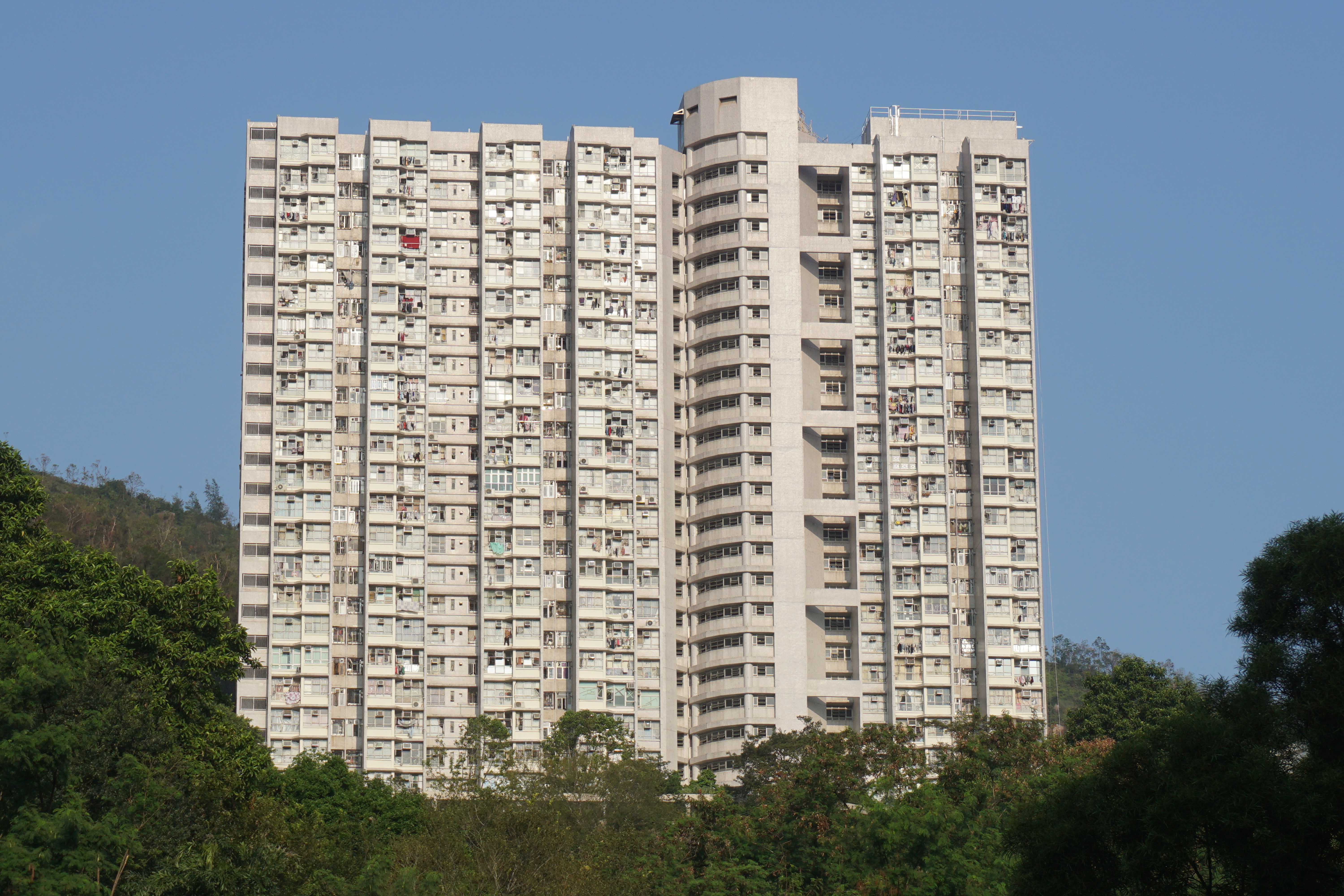
廣田邨和諧三型大廈
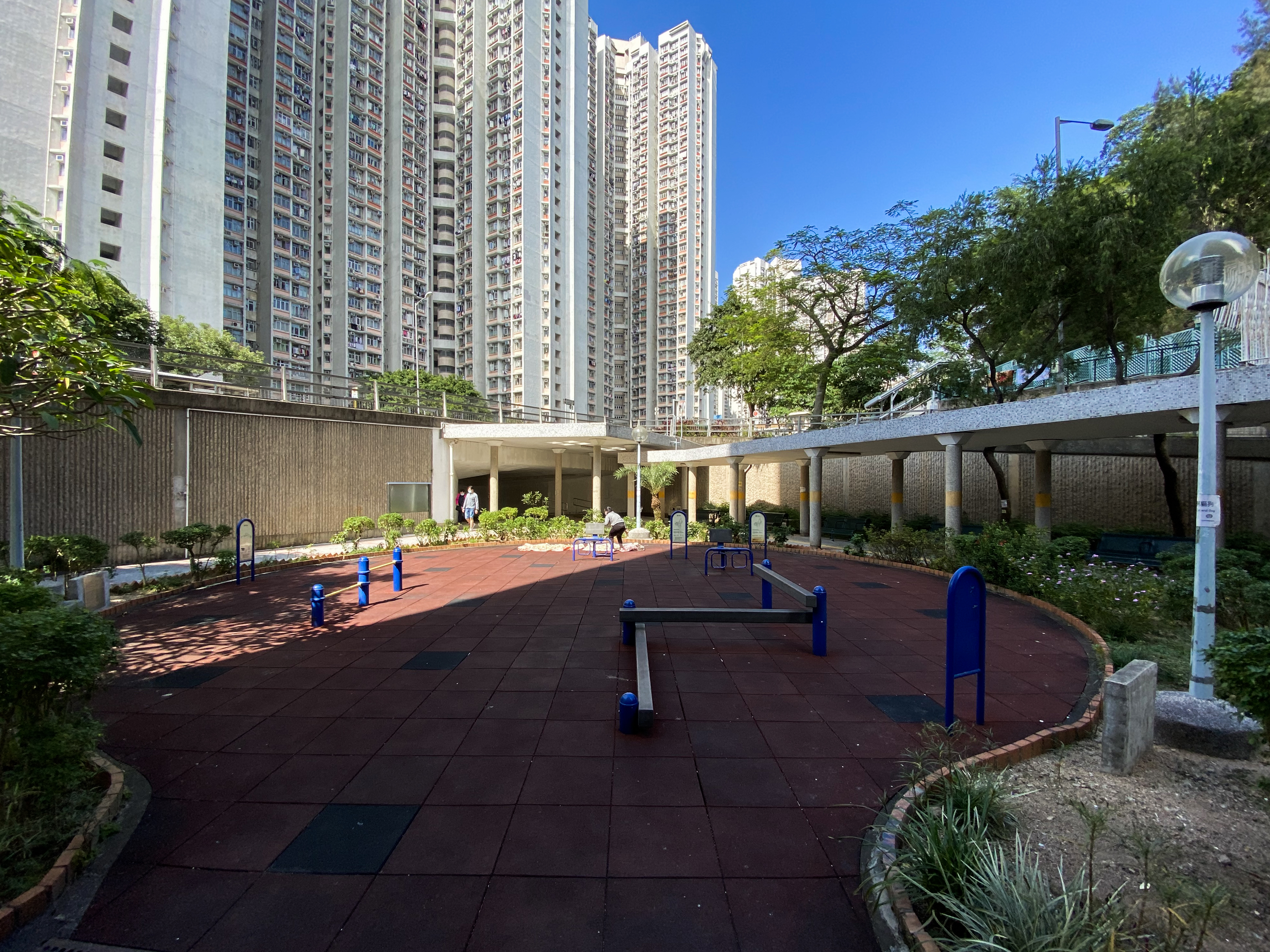
廣靖樓對出的健體區
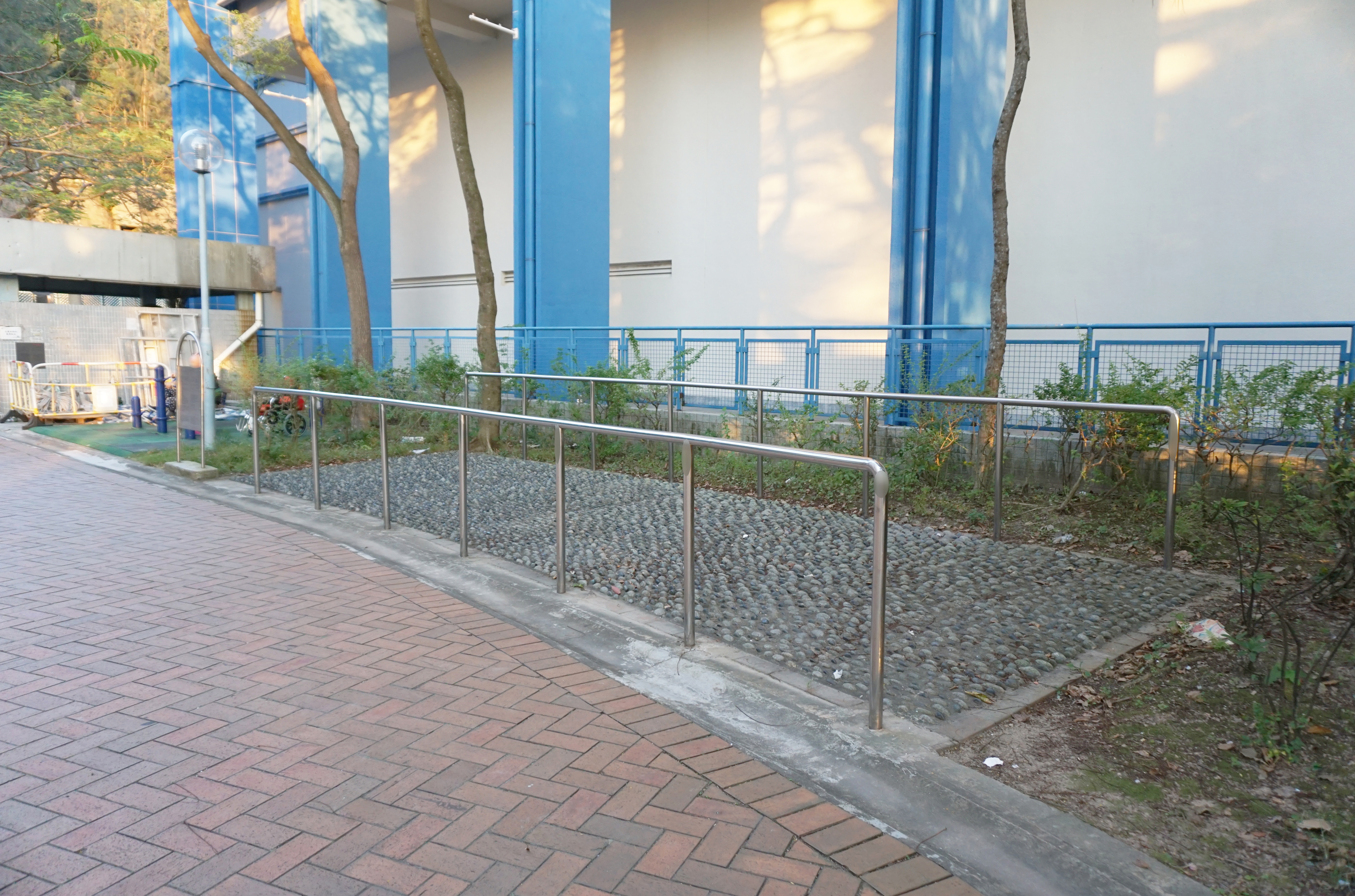
廣靖樓對出的卵石路步行徑
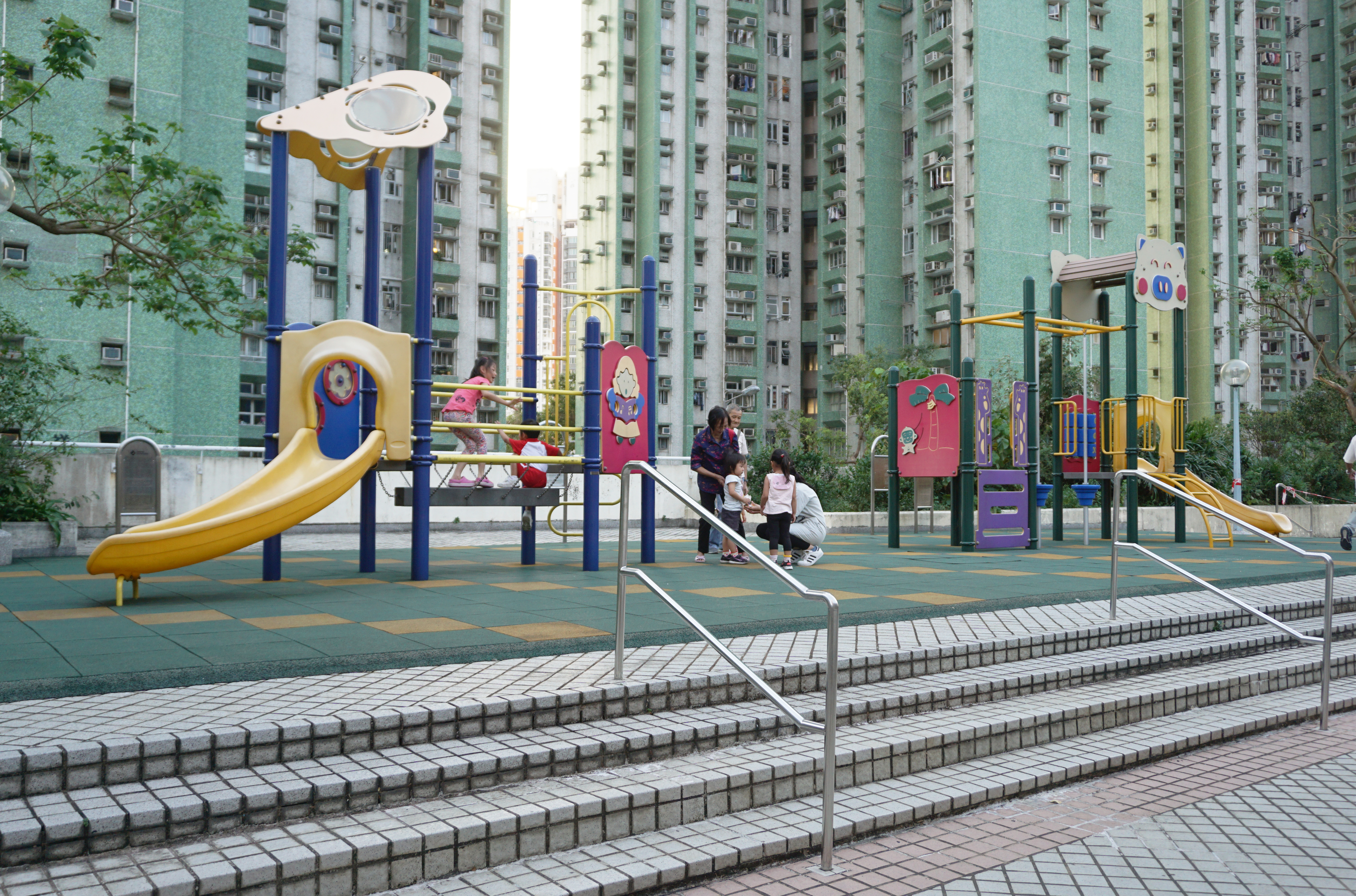
藍田南體育館對出的兒童遊樂場

### 設施
邨內設有兩個兒童遊樂場，健體區和卵石路步行徑。

#### 廣田商場

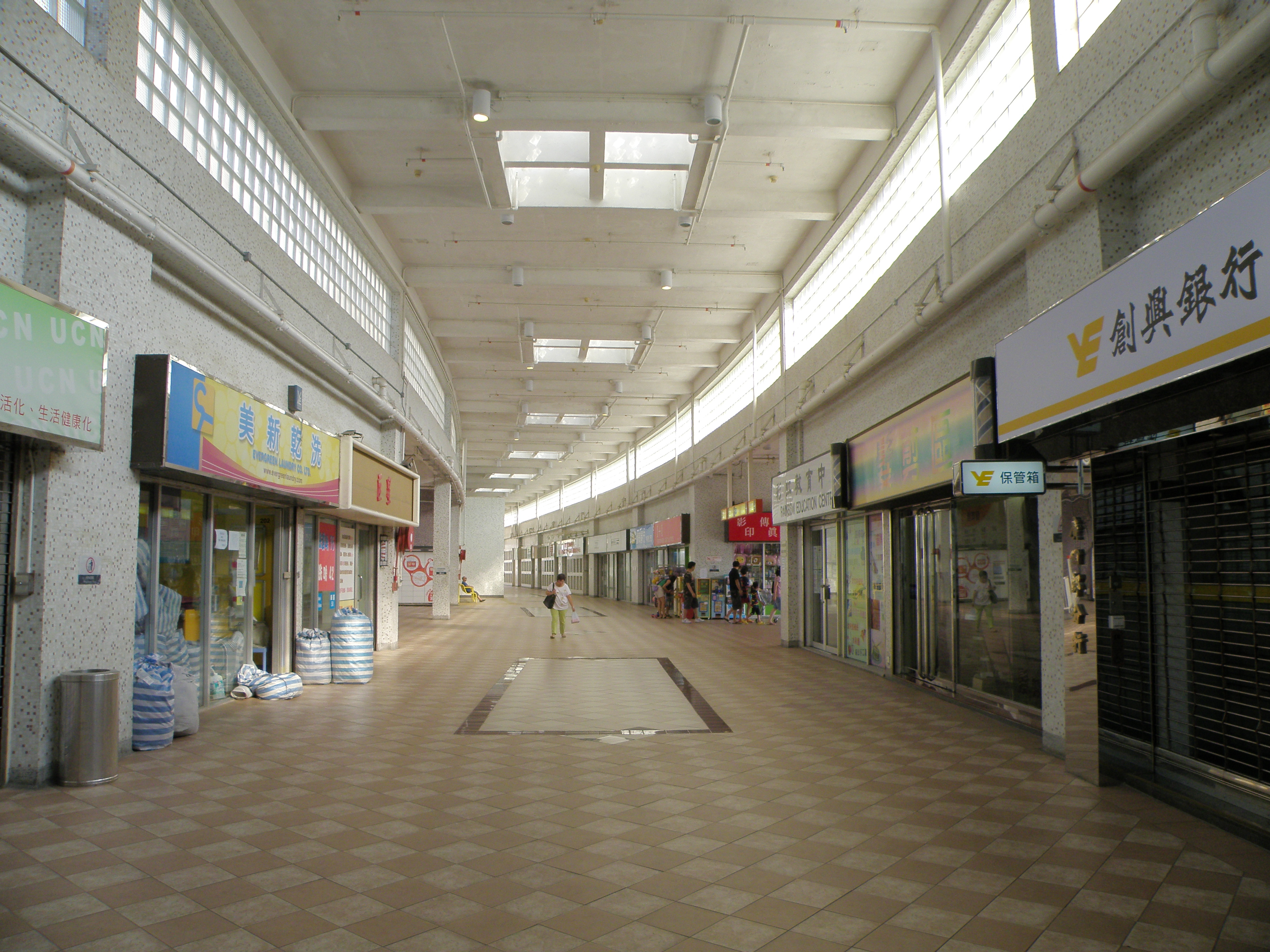
廣田商場2樓乾洗、理髮及文具店，教育中心與創興銀行

廣田商場樓高3層，面積97,600呎，於1992年建成，由唐謀士建築設計事務所負責設計。商場主要租戶包括私家診所、補習社、理髮店、順豐速運、日本城、惠康超級市場及7-11便利店。餐廳為金翡翠海鮮酒家和大家樂。而停車場共有53個車位。1樓設有街市和熟食中心，而地面多間商店空置中。商場2樓設白普理廣田社區健康中心、社會福利署藍田綜合家庭服務中心和小童群益會。207A鋪則設有自助提取貨物櫃「順便智能櫃」。
領展於2015年10月出售廣田商場後，新業主「友文投資」於2016年4月向租用商場2樓的5間非牟利機構更新租約，徵收優惠租金外的一筆高昂管理費，加租近85%。房委會指已發信提醒商場業主只可向有關機構收取優惠租金，不得收取管理費或其他費用。

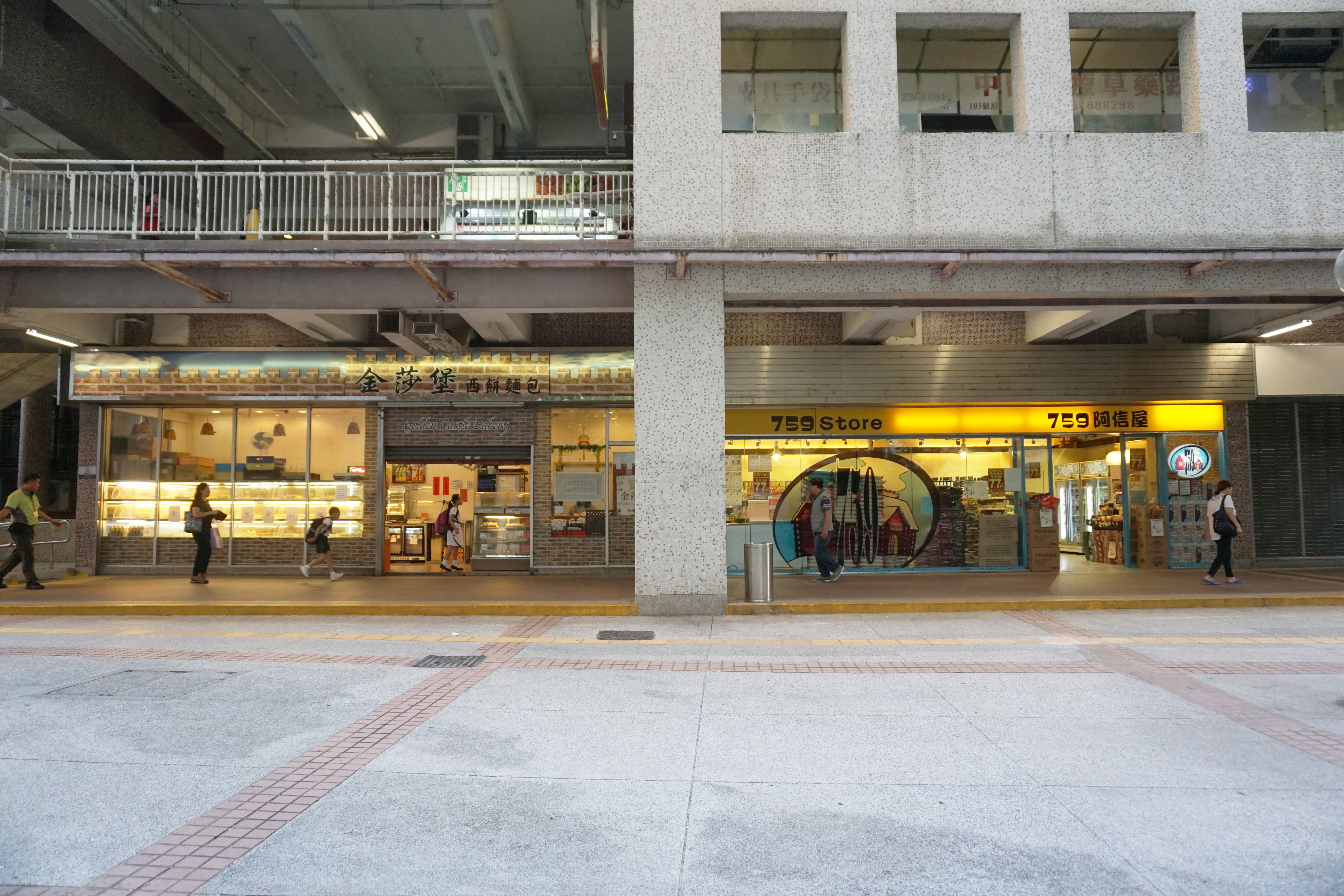
廣田商場地下餅店及759阿信屋已結業
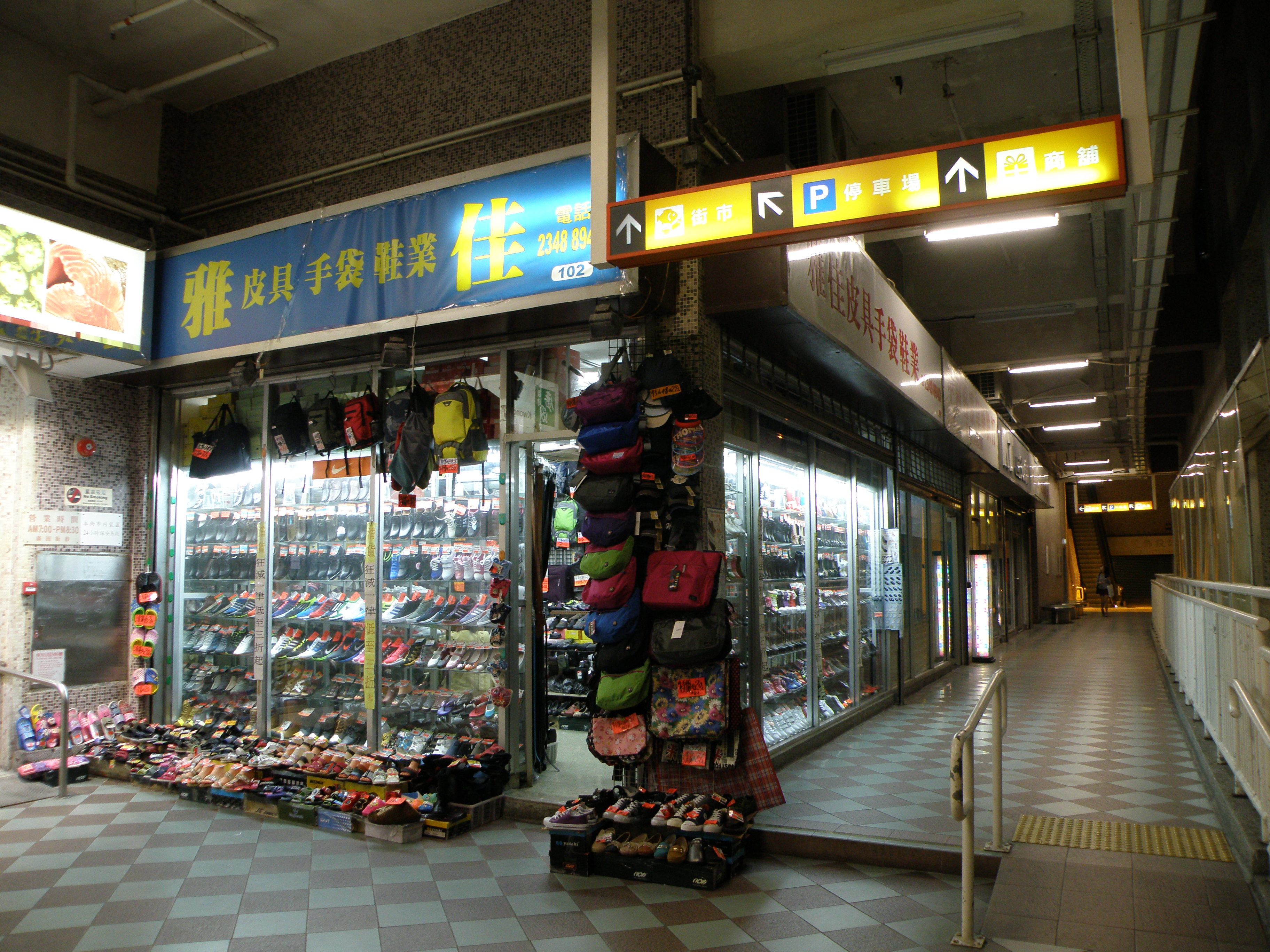
廣田商場1樓鞋店
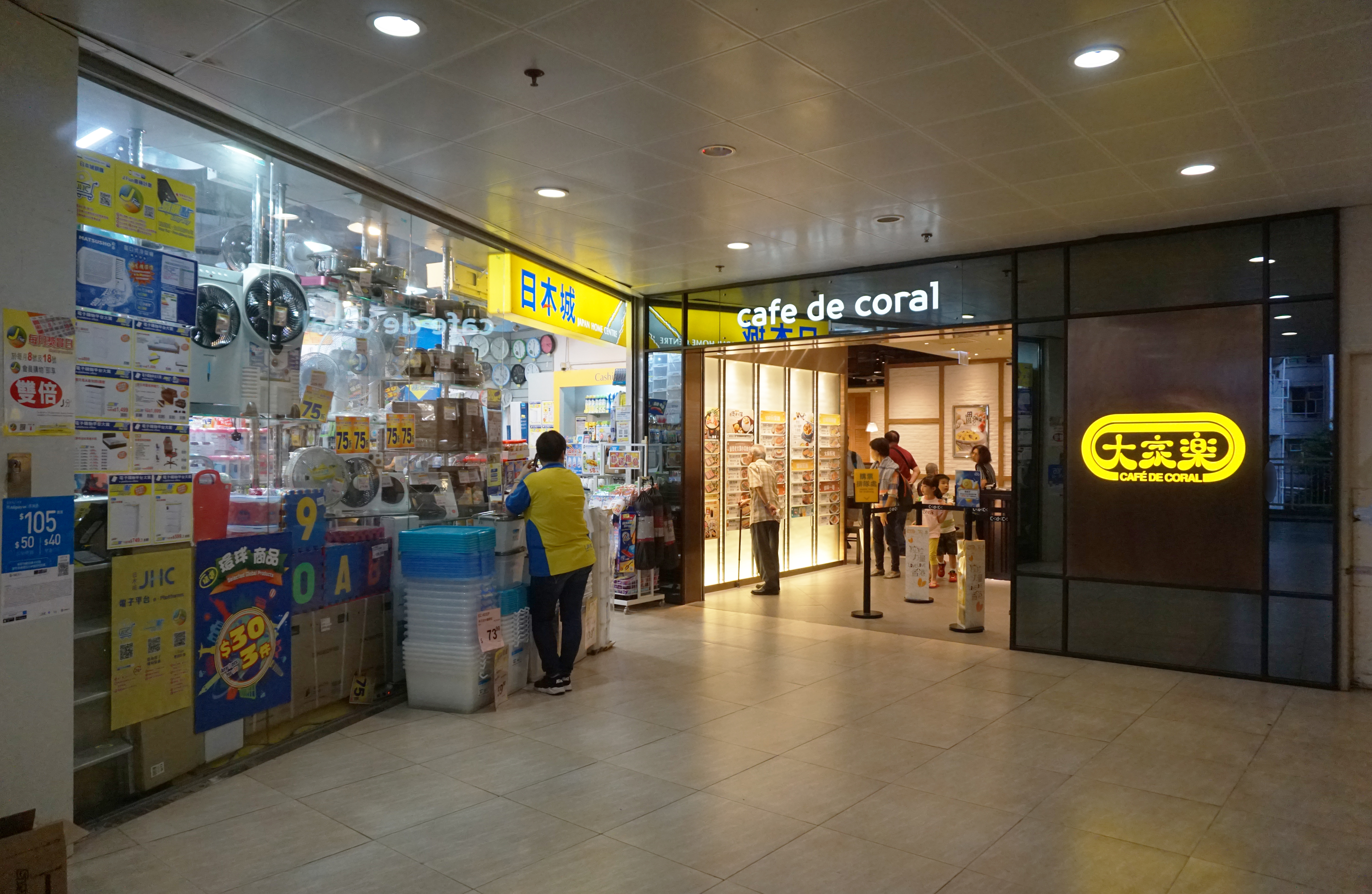
廣田商場1樓日本城及大家樂
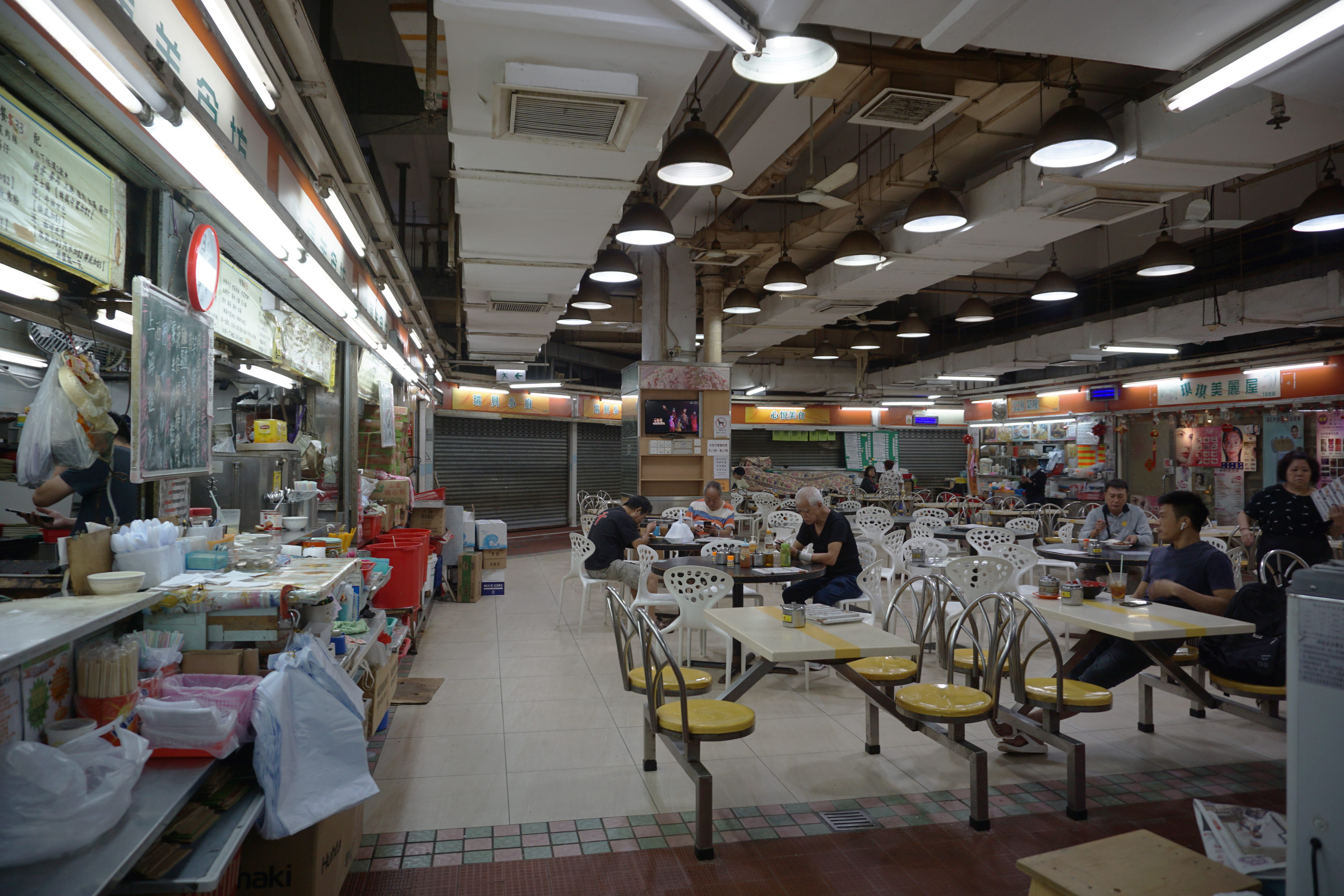
廣田街市熟食中心
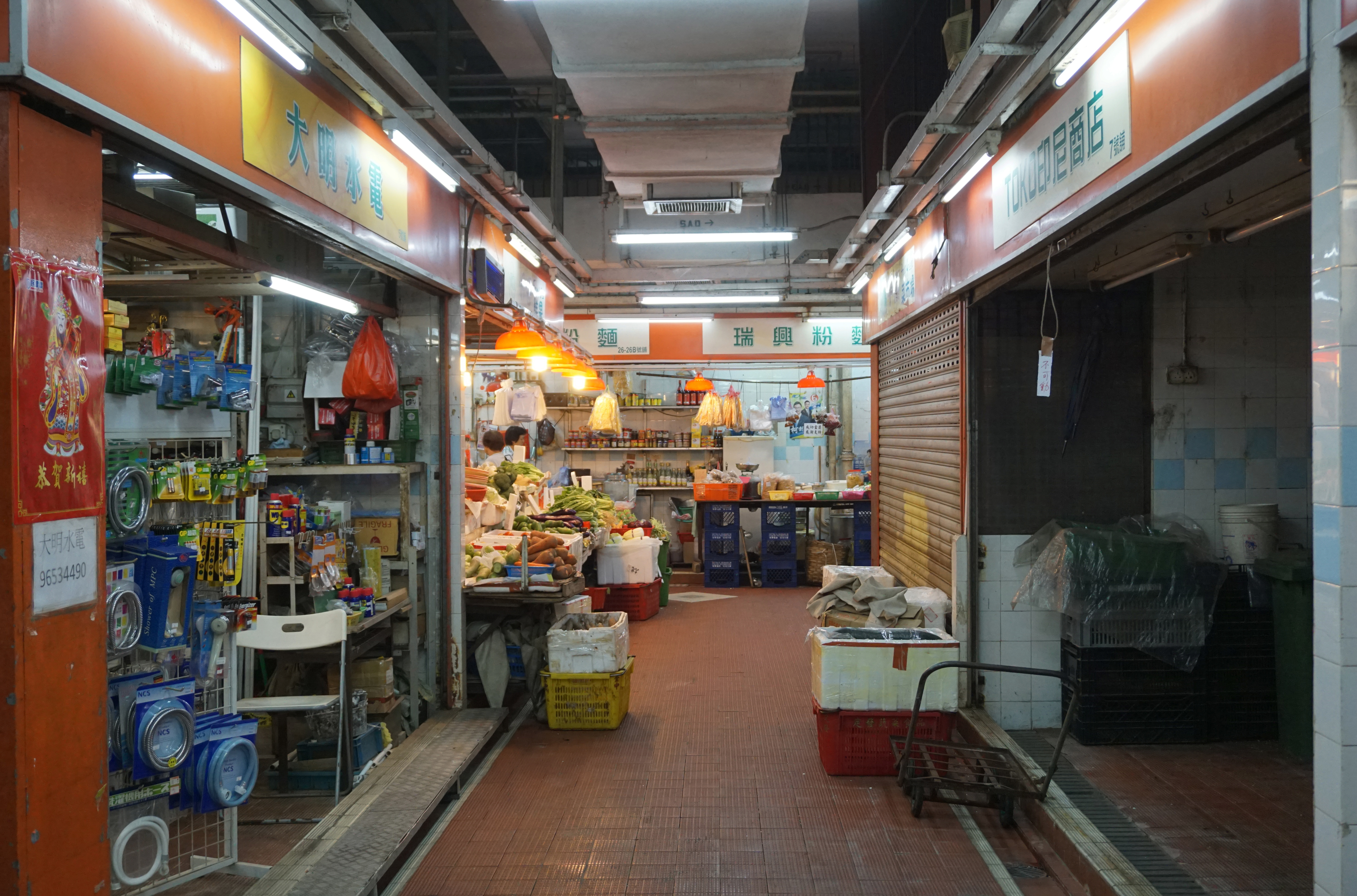
廣田街市水電、菜及糧油粉麵檔

## 交通

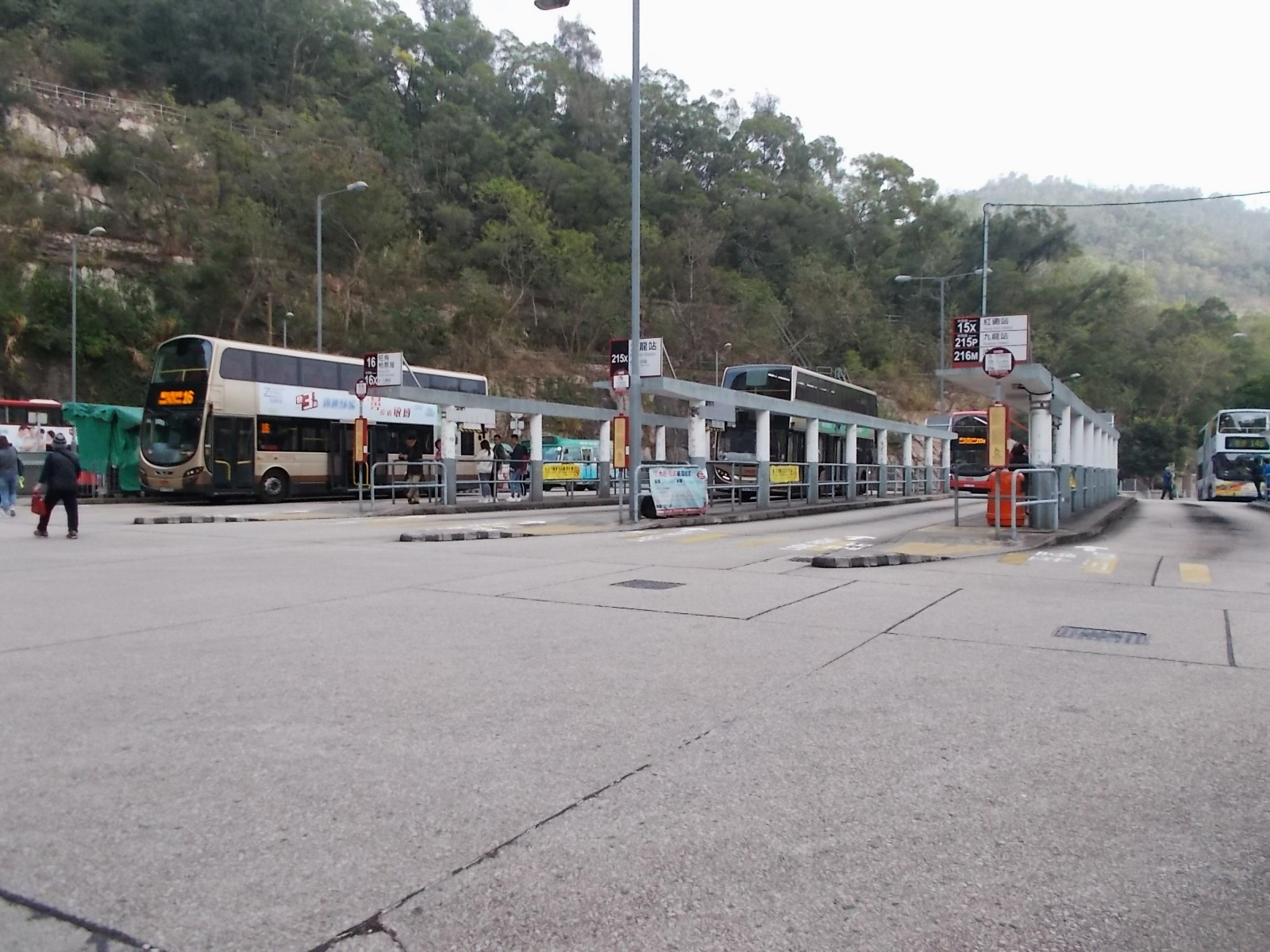
藍田（廣田邨）巴士總站

#### 其他設施

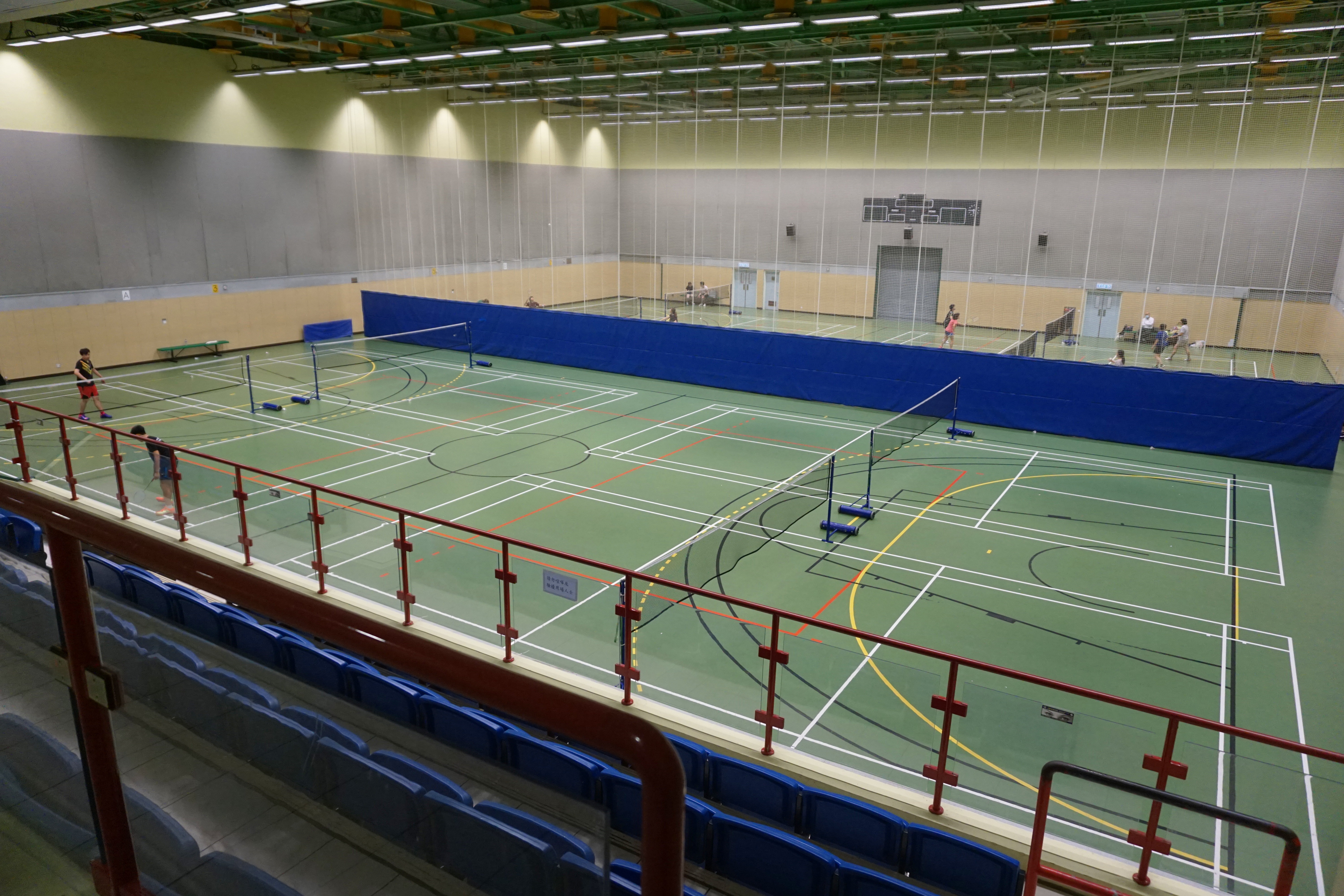
藍田（南）體育館內貌

- 藍田（南）體育館
- 博愛醫院陳徐鳳蘭幼稚園 （1993年創辦）

#### 廣靖樓
- 廣靖樓互助委員會

#### 廣雅樓及廣軒樓
- 保良局蕭明紀念護老院
- 廣雅樓互助委員會
- 廣軒樓互助委員會

#### 廣逸樓
- 藍田街坊褔利會藍田會所
- 柯創盛議員辦事處
- 廣逸樓互助委員會